# (118379) 1999 HC12
(118379) 1999 HC12, também escrito como (118379) 1999 HC12, é um objeto transnetuniano (TNO) que está localizado no disco disperso, uma região do Sistema Solar. Ele foi descoberto no dia 18 de abril de 1999, pelo Observatório Nacional de Kitt Peak. o mesmo possui uma magnitude absoluta (H) de 7,6 e, tem cerca de 133 km de diâmetro. por isso é improvável que possa ser classificado como um planeta anão, devido ao seu tamanho relativamente pequeno.

## Órbita
A órbita de (118379) 1999 HC12 tem um semieixo maior de 45,136 UA e um período orbital de cerca de 303 anos. O seu periélio leva o mesmo a 34,638 UA do Sol e seu afélio a uma distância de 55,635 UA.